# Haematobosca sanguinolenta
Haematobosca sanguinolenta är en tvåvingeart som först beskrevs av Austen 1909.  Haematobosca sanguinolenta ingår i släktet Haematobosca och familjen husflugor. Inga underarter finns listade i Catalogue of Life.